# HAID Group
Guangdong HAID Group Company Limited (также известна как Hai Da Group) — китайская сельскохозяйственная и пищевая корпорация, специализирующаяся в области комбикормов, племенного животноводства и птицеводства (свиньи и куры), разведения рыб, крабов и креветок, мясоперерабатывающей промышленности, вакцин для животных. 

## История
В 1998 году в провинции Гуандун был основан производитель комбикормов Guangzhou HAID Feed, в 1999 году в провинции Хубэй был основан производитель комбикормов Wuhan HAID Feed, в 2002—2003 годах в Гуандуне были основаны дочерние компании Guangzhou Panyu Dachuan Feed, Shantou Hailong Feed, Guangzhou Haiwei Feed и Guangzhou Haibei Biological. 
В 2007 году была основана дочерняя компания Hisenor & Bairong Breeding. В ноябре 2009 года HAID Group вышла на Шэньчжэньскую фондовую биржу. В 2011 году HAID Group совместно с компанией Shenglong Biotech основала дочернее предприятие во Вьетнаме. В 2013 году HAID Group приобрела компании Guangdong Modern Agricultural Group Research Institute и Guangzhou Heshengtang Animal Pharmaceutical. В 2018 году предприятия HAID Group продали 10,7 млн тонн комбикормов, в том числе 3,1 млн тонн аквакормов, заняв первое место в мире на рынке аквакормов. 
В 2020 году продажи кормов компании достигли 14,6 млн тонн, операционная выручка превысила 60,3 млрд юаней; на рынке комбикормов HAID Group заняла первое место в Китае. В 2021 году выручка HAID Group превысила 86 млрд юаней.

## Деятельность
Основные предприятия HAID Group сосредоточены в городах Гуанчжоу, Чжаньцзян, Шаньтоу, Юэян, Ухань, Сучжоу, Тайчжоу, Вэйхай и Чэнду. Фермы по выращиванию креветок расположены в Китае, Вьетнаме, Малайзии, Индонезии, Индии и Эквадоре. По итогам 2021 года 81,2 % продаж пришлось на корма, 10 % — на сельскохозяйственную продукцию.   

### Продукция
- Корма (премиксы) для свиней, кур, уток, креветок, крабов и рыб. На рынке комбикормов HAID Group занимает первое место в Китае и пятое место в мире, на рынке аквакормов — первое место в мире.
- Корма для домашних животных (кошек и собак).
- Мальки креветок и пресноводных рыб.
- Пищевые полуфабрикаты и продукты (мясо домашней птицы и яйца).
- Ветеринарные препараты, вакцины и пищевые добавки для скота и домашней птицы, биологические добавки для креветок и рыб.
- Интернет-платформа для поддержки «умных» свиноферм, птицеферм и рыбных ферм.
- Финансовые услуги для фермеров и кооперативов.

### Научные исследования
HAID Group имеет три научно-исследовательских центра и более 10 пилотных научно-исследовательских баз в провинциях Гуандун, Фуцзянь, Хубэй и Шаньдун, а также во Вьетнаме. Более 1 тыс. сотрудников научного департамента занимаются селекцией, генетикой, кормами для животных, биофармацевтикой, биохимией, микробиологией и ветеринарными препаратами.

## Акционеры
Крупнейшими акционерами HAID Group являются Guangzhou Haihao Investment (54,9 %), Invesco Great Wall Fund Management (5,26 %), Orient Securities Asset Management (2,29 %), Harvest Fund Management (1,47 %) и Norges Bank Investment Management (1,27 %).